# مارتینکوویتسه
مارتینکوویتسه (به چکی: Martínkovice) یک منطقهٔ مسکونی در جمهوری چک است که در ناحیه ناخود واقع شده‌است. مارتینکوویتسه ۱۴٫۱۶ کیلومتر مربع مساحت و ۵۲۲ نفر جمعیت دارد و ۳۹۰ متر بالاتر از سطح دریا واقع شده‌است.